# Harlowton
Harlowton é uma cidade localizada no estado americano de Montana, no Condado de Wheatland.

## Demografia
Segundo o censo americano de 2000, a sua população era de 1062 habitantes.
Em 2006, foi estimada uma população de 899, um decréscimo de 163 (-15.3%).

## Geografia
De acordo com o United States Census Bureau tem uma área de
1,5 km², dos quais 1,5 km² cobertos por terra e 0,0 km² cobertos por água. Harlowton localiza-se a aproximadamente 1279 m acima do nível do mar.

## Localidades na vizinhança
O diagrama seguinte representa as localidades num raio de 64 km ao redor de Harlowton.